# Retiro gratus
Retiro gratus är en spindelart som först beskrevs av Bryant 1948.  Retiro gratus ingår i släktet Retiro och familjen mörkerspindlar. Inga underarter finns listade i Catalogue of Life.